# Рак костију
Рак костију је рак који се развија у станицама костију.
Рак костију настаје када се створе малигне ћелије које уништавају кости. Овај карцином може да се развије у било којој кости у тијелу, најчешће су обољеле дугачке кости, попут костију ногу и руку.
Рак костију је један од најрјеђих облика онкологије. У ризику су мала дјеца и адолесценти. Овај облик рака је изузетно риједак код старијих особа. Код одраслих се најчешће јављају такозвани метастатски тумори, који се формирају због ширења малигних ћелија захваћених органа. Неоплазме које се јављају директно на самим костима називају се примарним.
Тумори кости могу бити бенигни или малигни. Бенигни тумори костију су релативно чести, малигни релативно ријетки.

## Симптоми
1. бол у костима која с временом постаје све јача,
2. отеченост близу захваћеног подручја,
3. смањена покретљивост,
4. опипљива туморска маса,
5. атрофија мишића,
6. промјене на кожи,
7. патолошки преломи костију,
8. неуролошки и васкуларни испади,
9. умор,
10. нагли необјашњиви губитак тјелесне тежине.[4]

## Узроци
У већини случајева узрок рака костију је непознат. Већина карцинома почиње са грешком или мутацијом у ДНК костних ћелија, контролном подручју и грађевним блоковима ћелија.

## Типови рака костију
- Неканцерозни или бенигни (остеохондроми, бенигни хондроми, хондробластоми, хондромиксоидни фиброми, остеоидни остеоми, гигантоцелуларни тумори).
- Канцерогени или малигни (остеосарком, фибросаркоми, малигни фиброзни хистиоцитоми, Евингов тумор, малигни лимфоми кости, мултипли мијелом).
- Метастатски - тумори кости који се шире у кост од мјеста настанка који могу бити било гдје у тијелу.[4]

## Лијечење рака костију
Могућности лијечења рака костију су базиране на типу рака који имате, степену развијености и нивоа вашег здравља.
- Хируршка интервенција

Овај метод лијечења је главни за већину врста карцинома костију.
- Радиацијска терапија

Рак костију је врло отпоран на ефекте зрачења, тако да је уништите, потребан вам је довољно велика доза, која је оштећена у околним нервним завршеткама. Због тога овакав начин лијечења канцера костију није главни (са изузетком Евинговог саркома).
- Хемотерапија

Међу нежељеним ефектима хемотерапије спадају мучнина и повраћање, губитак апетита, стоматитис и алопецију.

## Види више
- Здравље
- Рак
- Обољење